# Castillo de Peñamira
El castillo de Peñamira es un castillo medieval que se encuentra situado en el término municipal de la localidad Zaragozana de Uncastillo, muy cerca de Layana. 

## Descripción
El castillo se encuentra en ruinas, muy deteriorado y en situación de pérdida progresiva de materiales. Está construido sobre un pequeño altozano llamado Peña Mira y aprovechando el terreno, tiene construido un recinto amurallado de planta rectangular bastante regular de piedras sillares. En el muro se puede observar alguna aspillera, y en el interior del recinto existía una torre que constaba al menos de tres plantas. 

## Catalogación
El Castillo de Peñamira está incluido dentro de la relación de castillos considerados Bienes de Interés Cultural en virtud de lo dispuesto en la disposición adicional segunda de la Ley 3/1999, de 10 de marzo, del Patrimonio Cultural Aragonés. Este listado fue publicado en el Boletín Oficial de Aragón del 22 de mayo de 2006.